# Myles Gaskin
Myles Gaskin (Lynnwood, 15 febbraio 1997) è un giocatore di football americano statunitense che milita nel ruolo di running back per i Minnesota Vikings della National Football League (NFL).

## Carriera

### Miami Dolphins
Gaskin fu scelto nel corso del settimo giro (234º assoluto) del Draft NFL 2019 dai Miami Dolphins. Nel penultimo turno, nella vittoria per 38–35 sui Cincinnati Bengals, segnò il suo primo touchdown su una corsa da 2 yard. Fu inserito in lista infortunati il 24 dicembre. Complessivamente nella sua stagione da rookie disputò 7 partite, nessuna delle quali come titolare, con 133 yard corse.

### Minnesota Vikings
Il 30 agosto 2023 Gaskin firmò con i Minnesota Vikings.